# BioSentinel
BioSentinel è una sonda spaziale CubeSat a basso costo per una missione astrobiologica che utilizzerà lievito per rilevare, misurare e confrontare l'impatto della radiazione nello spazio profondo sulla protezione del DNA a lungo termine oltre l'orbita terrestre bassa.
Selezionata nel 2013 per un lancio avvenuto nel 2022 dopo vari rinvii, la sonda opererà nella radiazione dello spazio profondo durante tutta la sua missione di 18 mesi. Ciò aiuterà gli scienziati a capire gli effetti dei raggi cosmici sugli organismi viventi e ridurre il rischio associato a lunghe esplorazioni umane. Nell'agosto del 2023 la NASA ha esteso la missione fino a novembre 2024.

## Contesto

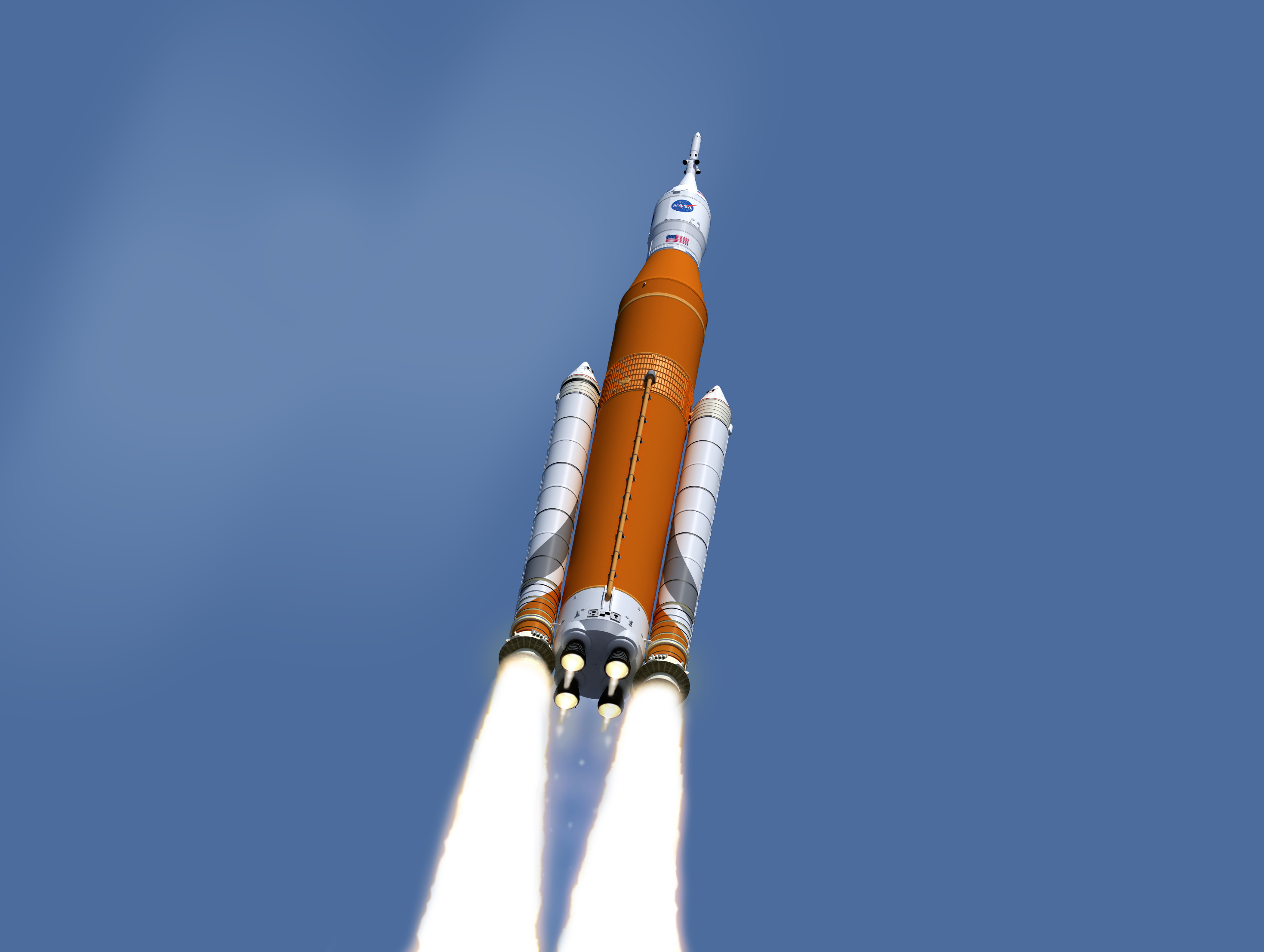
Rendering artistico di Exploration Mission 1, il volo ha portato il BioSentinel nello spazio, il 16 novembre 2022.

BioSentinel è una delle 10 missioni CubeSat a basso costo selezionate come carico secondario per il primo volo dello Space Launch System, chiamato Exploration Mission 1. La sonda verrà dispiegata nello spazio cislunare. La missione è stata la prima dall'Apollo 17 nel 1972 a mandare degli organismi viventi nello spazio profondo, oltre l'orbita terrestre bassa.

## Obiettivo
L'obiettivo primario di BioSentinel è sviluppare un biosensore usando un semplice modello di organismo (lievito) per rilevare, misurare e correlare l'impatto della radiazione spaziale sugli esseri viventi a lungo termine oltre l'orbita terrestre bassa. Infatti nessun laboratorio terrestre è capace di duplicare le radiazioni tipiche dell'ambiente spaziale.

## Biologia

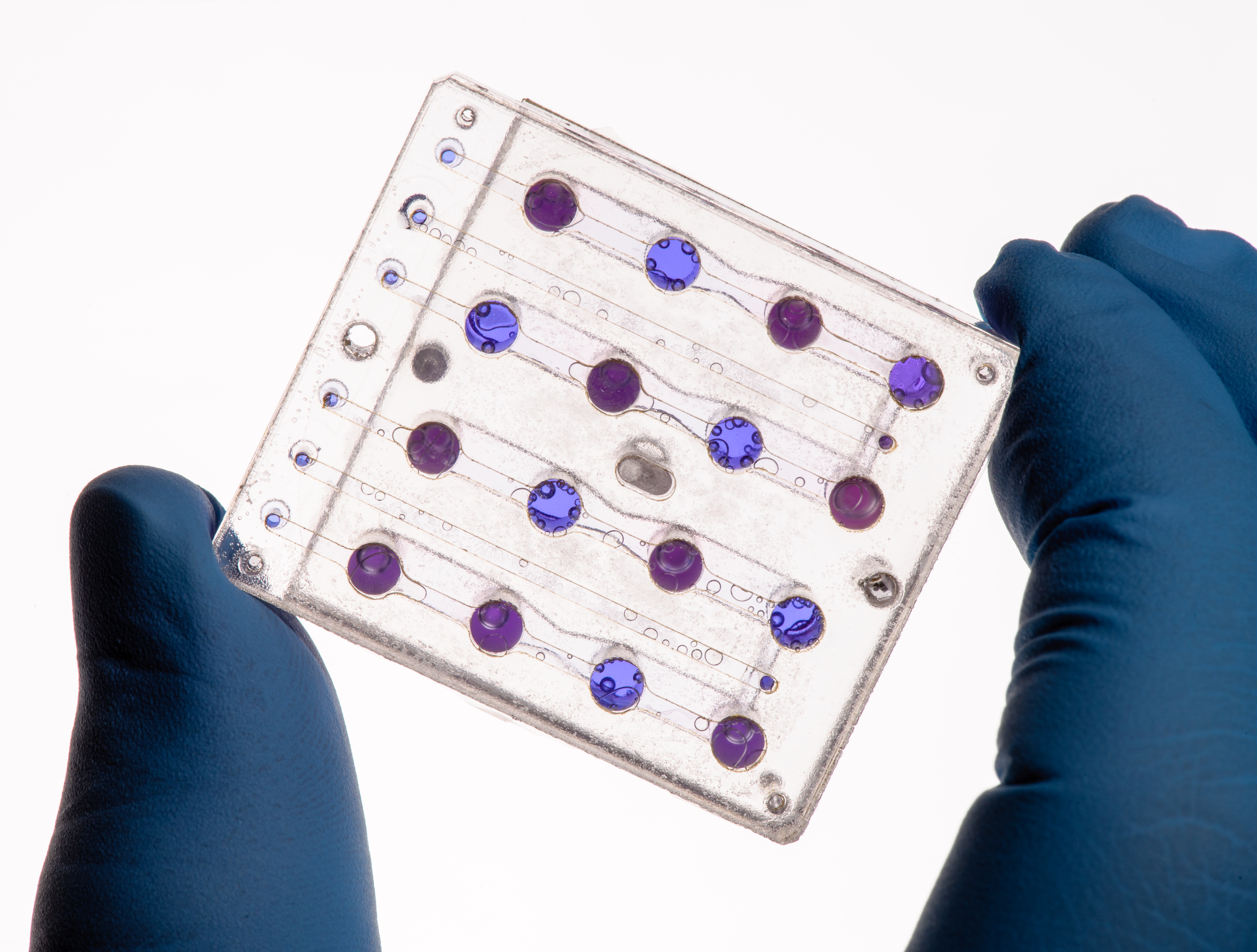
La scheda microfluidica di BioSentinel, progettata dal NASA Ames Research Center e utilizzata per studiare l'impatto della radiazione spaziale interplanetaria sul lievito. Una volta in orbita, la crescita e l'attività metabolica del lievito saranno misurate usando un sistema di rilevazione LED a 3 colori e un colorante indicatore metabolico. In questa immagine i pozzetti rosa contengono cellule di lievito attivamente in crescita che hanno trasformato il colorante metabolico dal blu al colore rosa.

Il BioSentinel utilizza il lievito di primavera Saccharomyces cerevisiae per rilevare e misurare le interruzioni del doppio filamento (DSB) sul DNA che si verificano in risposta alla radiazione spaziale. Questo ceppo di lievito è stato selezionato perché i suoi meccanismi di riparazione DSB sono ben studiati e sono molto simili a quelli delle cellule umane. Il biosensore è costituito da ceppi di lievito specificamente progettati e da strategie di selezione dei nutrienti che assicurano che solo le cellule in grado di riparare i propri DSB crescano in supporti speciali. Pertanto, la crescita della coltura e l'attività metabolica delle cellule di lievito indicano direttamente un evento di riparazione del DSB riuscito.
Dopo aver completato il check-out della sonda a seguito del flyby lunare, la fase della missione scientifica inizierà con la bagnatura della prima serie di pozzetti contenenti lieviti con i media specializzati. Saranno attivate più serie di pozzetti in diversi punti temporali durante la missione di 18 mesi. Una riserva di pozzetti sarà attivata nel caso di un evento di particelle solari (SPE). Si prevede una dose ionizzante totale da 4 a 5 krad circa. I dati scientifici e la telemetria saranno memorizzati a bordo e successivamente inviati a terra.
Le misurazioni biologiche verranno confrontate con i dati forniti dai sensori di radiazione e dai dosimetri a bordo. Inoltre, sono stati preparati due ulteriori esperimenti BioSentinel come riferimento per un confronto. Uno è stato esposto in orbita terrestre bassa all'esterno della Stazione spaziale internazionale (ISS), dove vi è un ambiente con un basso livello di radiazioni grazie alla protezione del campo magnetico della Terra e l'altro sulla Terra con differenti condizioni di gravità e radiazioni. Il campione sulla ISS e stato attivato a gennaio 2022, mentre quello sulla Terra qualche settimana dopo.

## Sonda

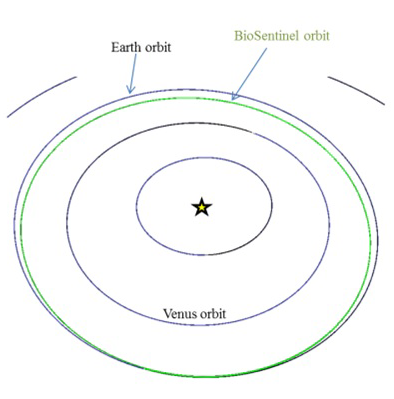
Rappresentazione dell'orbita eliocentrica del BioSentinel

La sonda Biosentinel consiste in un bus formato 6U CubeSat, dalle dimensioni esterne di 10×20×30 cm e con una massa di circa 14 kg. Al lancio il BioSentinel si trovava nel secondo stadio del veicolo di lancio dal quale è stato dispiegato in una traiettoria di flyby lunare per raggiungere una orbita eliocentrica.
Delle 6 unità, 4 contengono il carico scientifico, tra cui un dosimetro di radiazioni e uno spettrometro a 3 colori; un'unità ospiterà l'ADCS (Attitude Determination and Control Subsystem) e l'ultima conterrà il micropropulsore a gas freddo necessario per il controllo di assetto e la propulsione. Inizialmente era stata considerata la possibilità di utilizzare per la propulsione una vela solare. La corrente elettrica è generata da un pannello solare da 30 W, e le telecomunicazioni avverranno su banda X.
La sonda è stata sviluppata presso i centri NASA Ames Research Center, NASA Jet Propulsion Laboratory, NASA Johnson Space Center, NASA Marshall Space Flight Center, i quartieri generali della NASA, Loma Linda University Medical Center e l'Università di Saskatchewan in Canada.